# عنکبوت میان‌کشندی مرموز
عنکبوت میان کشندی مرموز (با نام علمی Paratheuma enigmatica) گونه‌ای از عنکبوت بومی انحصاری ایران بوده که توسط علیرضا زمانی، یوری ماروسیک و جیمز بری توصیف و نام گذاری شده است. نمونه‌های این عنکبوت از جزیره قشم (استان هرمزگان) و منطقهٔ چابهار (استان سیستان و بلوچستان) جمع‌آوری شده‌اند.
زیستگاه این گونه حفرات و شکاف‌های موجود در مرجانها و سنگ‌های شکسته در ناحیهٔ میان کشندی آب‌های خلیج فارس و دریای عمان بوده، که در حالت مد کاملاً زیر آب قرار می‌گیرد. به نظر می‌رسد که در زمان مد، این عنکبوت با ایجاد پوششی ابریشمی در دهانهٔ حفره از ورود آب به داخل جلوگیری کرده، و در هنگام جزر و پائین رفتن آب دریا، از مخفیگاه خود خارج شده و از سخت پوستان دریایی کوچک تغذیه می‌کند. نام علمی این گونه اشاره به وضعیت پراکنشی مرموز و مبهم اعضای این سرده و علی‌الخصوص این گونه دارد. نزدیک‌ترین گزارش از گونه‌ای از این سرده بیش از ۶۰۰۰ کیلومتر با این عنکبوت فاصله دارد.